# Carex gynodynama
Carex gynodynama är en halvgräsart som beskrevs av Stephen Thayer Olney. Carex gynodynama ingår i släktet starrar, och familjen halvgräs. Inga underarter finns listade i Catalogue of Life.